# George J. Mitchell
George John Mitchell, Jr. (Waterville, Maine; 20 de agosto de 1933) es un abogado, diplomático y político estadounidense, miembro del Partido Demócrata. Mitchell fue un senador de los Estados Unidos que ejerció como líder de la mayoría del Senado de 1989 a 1995. Sirvió como enviado especial estadounidense al Oriente Próximo por la administración Obama. Mitchell fue presidente de The Walt Disney Company de marzo de 2004 hasta enero de 2007 y fue director de la firma de abogados internacional DLA Piper en el momento de su nombramiento como enviado especial. Es rector de la Universidad de Queen en Belfast, Irlanda del Norte, y fue el principal investigador en los Informes Mitchell.

## Primeros años
El padre de Mitchell, George John Mitchell, Sr., era de origen irlandés, pero fue adoptado por una familia libanesa. El padre de Mitchell fue conserje en el Colby College y su madre, Mary Saad, una trabajadora textil que emigró a Estados Unidos desde Bkassine, Líbano, a la edad de 18 años. Debido a su origen, fue definido como árabe-estadounidense. Mitchell fue criado como católico maronita y en su infancia hizo de monaguillo en la Iglesia Maronita San José en Maine.
Mitchell se graduó del Bowdoin College en 1954. Entre 1954 y 1956, se enroló en el Ejército de los Estados Unidos, en donde ascendió hasta el rango de Teniente (First Lieutenant). En 1961, Mitchell recibió su grado en Derecho por la Escuela de Leyes de la Universidad de Georgetown.
Entre 1960 y 1962, Mitchell ejerció como abogado en la División Anti-trust del Departamento de Justicia de los Estados Unidos en Washington D. C. y, luego como asistente ejecutivo del senador Edmund Muskie (1962-1965). Entre 1965 y 1977, Mitchell ejerció como abogado en Portland (Maine) y desde 1971 fue abogado del Condado de Cumberland, también en Maine.

## Carrera política

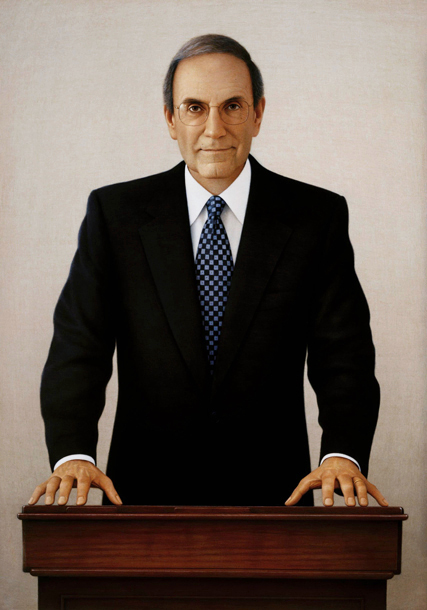
Retrato del Líder de la mayoría del Senado.

En 1974, Mitchell ganó la nominación demócrata para gobernador de Maine, venciendo a Joseph Brennan. Mitchell perdió en las elecciones generales por el candidato independiente James B. Longley, pero el presidente Jimmy Carter lo nombró fiscal para Maine en 1977. Mitchell permaneció en este cargo hasta 1979, cuando fue nombrado en la Corte distrital de Maine. 
Mitchell fungió de juez federal hasta que fue nombrado senador en mayo de 1980 por el gobernador de Maine, Joseph Brennan, cuando Edmund Muskie renunció a tal cargo para convertirse en Secretario de Estado de los Estados Unidos. Fue elegido para un período completo en las elecciones legislativas de 1982 y fue reelecto en 1988 con el 81% de los votos, la mayoría más amplia que algún senador por Maine obtuvo. No se presentó para reelección en 1994. En el Senado, ascendió rápidamente como líder demócrata: fue elegido presidente del Comité de campaña senatorial demócrata en 1984, en la que ayudó a los demócratas a obtener el control del Senado en 1986. Entre 1987 y 1988, ejerció como Presidente Pro Tempore del Senado de los Estados Unidos debido a la enfermedad del detentor del cargo, John C. Stennis.
Tras una impresionante actuación al enfrentar a Oliver North en las audiencias por el Irangate, fue elegido como líder de la mayoría del Senado en 1988, cargo en el que se mantuvo hasta 1995. Entre sus logros en este papel, Mitchell lideró el movimiento para reautorizar la Clean Air Act en 1990 y aprobar la Ley de los estadounidenses con discapacidades de 1990. Además, bajo su dirección, el Senado aprobó el Tratado de Libre Comercio de América del Norte y la formación de la Organización Mundial del Comercio.
En 1994, rechazó un nombramiento del presidente Bill Clinton para la Corte Suprema de los Estados Unidos para que pudiera continuar ayudando en la aprobación de legislación significativa sobre seguridad social. 

## Después del Senado
Tras abandonar el Senado, Mitchell se unió a la firma de abogados de Washington D. C., Verner, Liipfert, Bernhard, McPherson & Hand, para luego convertirse en presidente de la firma. Fue criticado por formar un grupo de presión en favor de los clientes de la firma, Big Tobacco. Es también abogado de la firma Preti, Flaherty, Beliveau, Pachios, Orlick & Haley en Portland, Maine. Es socio y presidente de la junta de DLA Piper, una firma de abogados global. 
El 10 de agosto de 2007, se informó que Mitchell había sido diagnosticado con cáncer de próstata.

### Partido Demócrata
Supuestamente, Mitchell se encontraba entre los candidatos para ser compañero de fórmula de Al Gore para su campaña presidencial de 2000; sin embargo, Gore finalmente eligió a Joe Lieberman. También ha sido mencionado, en el año 2000 y en 2004, como un potencial Secretario de Estado de Estados Unidos para la administración demócrata, debido a su papel como líder del Senado y al Acuerdo de Viernes Santo.

### Docencia universitaria
Desde 2002, Mitchell ha sido senior fellow y senior research scholar del Centro de resolución de conflictos internacionales de la Universidad de Columbia. Fue rector de la Universidad de Queen en Belfast, Irlanda del Norte, hasta su renuncia en abril de 2009, y prestó su nombre para la Beca George J. Mitchell que patrocina estudios graduados para doce estadounidenses cada año en la República de Irlanda e Irlanda del Norte. Es el fundador del Instituto Mitchell en Portland (Maine), cuya misión es incrementar la probabilidad de que los jóvenes de cada comunidad en Maine aspiren, persigan y logren una educación universitaria. En 2007, se convirtió en profesor visitante en la Escuela de Ética Global aplicada de la Universidad Metropolitana de Leeds, la cual está desarrollando un nuevo Centro para la paz y la resolución de conflictos que llevará su nombre.

### Informe Mitchell Report (conflicto árabe-israelí)
Mitchell lideró una comisión investigadora estadounidense iniciada bajo el mandato de Bill Clinton en el año 2000, para encontrar soluciones para la situación en Israel y los Territorios Palestinos. El informe Mitchell fue publicado en 2001. En él, hizo hincapié en la necesidad de que Israel detenga la expansión de sus asentamientos en los territorios palestinos y de que los palestinos eviten la violencia.

### Naciones Unidas
Desde enero de 2005, ejerció como copresidente (junto con Newt Gingrich) de la Fuerza de Trabajo enviado por el Congreso a las Naciones Unidas, cuyos descubrimientos y recomendaciones fueron publicados el 15 de junio de 2005.

## Proceso de paz de Irlanda del Norte
Desde 1995, Mitchell ha tenido una participación activa en el proceso de paz en Irlanda del Norte como enviado especial de Estados Unidos para Irlanda del Norte. Primero, dirigió una comisión que estableció los principios de no violencia a los cuales todos los partidos de Irlanda del Norte debían adherirse y, subsecuentemente, presidió las negociaciones de paz, que llevaron al Acuerdo de Belfast firmado el Viernes Santo de 1998 (conocido como el "Acuerdo de Viernes Santo"). La intervención especial de Mitchell con los partidos fue crucial para el éxito de las conversaciones. Fue sucedido en el cargo por el enviado especial, Richard Haass.
Por su participación en las negociaciones de paz de Irlanda del Norte, Mitchell recibió la Medalla Presidencial de la Libertad el 17 de marzo de 1999 y la Medalla de la Libertad el 4 de julio de 1998. Además, Mitchell fue nominado para el  Premio Nobel de la Paz. Por sus servicios en el proceso de paz de Irlanda del Norte, en 1999 Mitchell fue investido como caballero honorario con la insignia de un Caballero de la Gran Cruz (GBE) de la Orden del Imperio Británico. Como dicta la costumbre, Mitchell no se puede llamar a sí mismo "Sir George" pues no es súbdito del  Reino Unido o de un país de la Mancomunidad de Naciones.

## Presidente de Disney
El 4 de marzo de 2004, el Consejo de administración de The Walt Disney Company lo nombró como reemplazo de Michael Eisner como Presidente de la junta después de que el 43% de los accionistas de la firma votara contra la reelección de Eisner (35% era el mínimo para su despido). El mismo Mitchell recibió un 24% de votos negativos, una situación que llevó a que los accionistas disidentes Roy E. Disney y Stanley Gold criticaran el nombramiento de Mitchell, a quien veían como el títere de Eisner.
Habiendo ya trabajado en las juntas de compañías tales como Xerox, Starwood, FedEx y Staples, Mitchell asumió su nuevo rol en un momento particularmente difícil en la historia de la compañía que debía enfrentar asuntos tales como los intentos hostiles de adquisición por parte de Comcast y una posible separación de Pixar. Mitchell desempeñó un papel importante en la selección de Robert A. Iger como sucesor de Eisner en el cargo de Director ejecutivo en 2005. El 28 de junio de 2006, Disney anunció que su junta había elegido a uno de sus miembros, John Pepper Jr., ex Director ejecutivo de Procter & Gamble, reemplazaría a Mitchel como presidente desde el 1° de enero de 2007.

## Enviado para el Oriente Próximo bajo la administración Obama
El 22 de enero de 2009, el presidente de Estados Unidos Barack Obama y la Secretaría de Estado de los Estados Unidos, Hillary Clinton, nombraron a Mitchell como enviado especial para el Oriente Próximo. El nombramiento fue visto como una indicación del rol central que el Oriente Medio había asumido bajo la recién formada administración Obama. La elección también permitió a Obama demostrar sus buenas intenciones con respecto al Oriente Próximo sin ser forzado a embarcarse en una nueva iniciativa cuando las condiciones no están listas. Un analista del Centro Internacional para Académicos Woodrow Wilson dijo que el nombramiento de Mitchell "comunica al mundo, 'Me preocupa este asunto; sean pacientes conmigo.'" Abraham Foxman, el director nacional de la Liga Antidifamación, ha aseverado que, "el Sr. Mitchell es imparcial y meticuloso."
Durante la primera semana de su nombramiento, Mitchell fue despachado a visitar Israel, Cisjordania, Egipto, Jordania, Turquía y Arabia Saudita para conversaciones de paz a la luz del conflicto de la Franja de Gaza de 2008-2009, en el cual ambas partes habían entrado en ceses al fuego unilaterales. Mitchell empezó sus reuniones en El Cairo el 27 de enero de 2009 y Obama dijo que su visita era parte de su promesa electoral de escuchar ambas partes del conflicto árabe-israelí y trabajar hacia un acuerdo de paz en el Oriente Próximo; sin embargo, en una continuación de una política de la administración George W. Bush, Mitchell no proyectó entrevistarse con Hamás, una organización que Occidente ha identificado como terrorista, sino que en su lugar se enfocó en mantener conversaciones con la Autoridad Nacional Palestina. A fines de febrero de 2009, Mitchell se entrevistaría con el recientemente elegido primer ministro de Israel Benjamín Netanyahu.

## Libros
- Great American Lighthouses (1989)
- World on Fire: Saving an Endangered Earth (1991)
- Not For America Alone: The Triumph of Democracy and The Fall of Communism (1997)
- Making Peace (1999 — 1.ª edición de 2000)